# Melaloncha altobenia
Melaloncha altobenia är en tvåvingeart som beskrevs av Gonzalez och Brown 2004. Melaloncha altobenia ingår i släktet Melaloncha och familjen puckelflugor.
Artens utbredningsområde är Bolivia. Inga underarter finns listade i Catalogue of Life.